# Mitsubishi Heavy Industries Football Club 1966
Questa voce raccoglie le informazioni riguardanti il Mitsubishi Heavy Industries nelle competizioni ufficiali della stagione 1966.

## Stagione
Con l'entrata in squadra di calciatori provenienti dalla Nazionale come Ryūichi Sugiyama (divenuto vicecapocannoniere del campionato) e Hiroshi Ochiai il Mitsubishi Heavy Industries, guidato dal secondo portiere Tomohiko Ikoma, migliorò il proprio rendimento in campionato approfittando, nell'ultima parte della stagione, di un calo delle concorrenti per ottenere la qualificazione alla Coppa dell'Imperatore, competizione dalla quale fu tuttavia eliminata dopo un turno, per mano degli studenti dell'università di Waseda.

## Maglie e sponsor
Vengono confermate le divise bianche utilizzate per ottemperare alle normative regolamentari della stagione precedente
| Manica sinistra · Manica sinistra · Maglietta · Maglietta · Manica destra · Manica destra · Pantaloncini · Calzettoni |

## Rosa
| N. |                     | Ruolo | Calciatore                  |
| -- | ------------------- | ----- | --------------------------- |
| 1  | Giappone (bandiera) | P     | Yoshikatsu Seki             |
| 2  | Giappone (bandiera) |       | Akihiko Kondo               |
| 3  | Giappone (bandiera) | C     | Masakuni Morita             |
| 4  | Giappone (bandiera) |       | Shin Koharu                 |
| 5  | Giappone (bandiera) | D     | Hiroshi Katayama            |
| 6  | Giappone (bandiera) | C     | Kenji Mori                  |
| 7  | Giappone (bandiera) | A     | Hiroshi Ninomiya (capitano) |
| 8  | Giappone (bandiera) |       | Kiyotada Tashiro            |
| 9  | Giappone (bandiera) | C     | Yasuo Shimizu               |
| 10 | Giappone (bandiera) | C     | Shōzō Tsugitani             |
| 11 | Giappone (bandiera) | A     | Ryūichi Sugiyama            |
| 12 | Giappone (bandiera) | P     | Kenzō Yokoyama              |
| 13 | Giappone (bandiera) | A     | Akira Kitaguchi             |
| 14 | Giappone (bandiera) | C     | Motoaki Inukai              |
| 15 | Giappone (bandiera) | A     | Hiroshi Shioya              |

| N. |                     | Ruolo | Calciatore          |
| -- | ------------------- | ----- | ------------------- |
| 16 | Giappone (bandiera) |       | Ko Hirata           |
| 17 | Giappone (bandiera) |       | Hiroshi Norioka     |
| 18 | Giappone (bandiera) |       | Kochi Yoshida       |
| 19 | Giappone (bandiera) | A     | Hiroshi Yamada      |
| 20 | Giappone (bandiera) |       | Yoshiki Tochika     |
| 21 | Giappone (bandiera) |       | Masaru Yoshii       |
| 22 | Giappone (bandiera) |       | Takaaki Hatta       |
| 23 | Giappone (bandiera) | A     | Tsuneo Ito          |
| 24 | Giappone (bandiera) | P     | Tomohiko Ikoma      |
| 25 | Giappone (bandiera) |       | Tadao Murata        |
| 26 | Giappone (bandiera) |       | Ichiro Meshiro      |
| 27 | Giappone (bandiera) |       | Isao Sato           |
| 28 | Giappone (bandiera) |       | Shunichi Yoshida    |
| 29 | Giappone (bandiera) | A     | Yoshitaka Takahashi |

## Risultati

### Coppa dell'Imperatore
| Tokyo 12 gennaio 1967 | Waseda Daigaku | 3 – 1 | Mitsubishi HI |  |

## Statistiche

### Statistiche di squadra
| Competizione          | Punti | Totale | Totale | Totale | Totale | Totale | Totale | DR |
| Competizione          | Punti | G      | V      | N      | P      | Gf     | Gs     | DR |
| --------------------- | ----- | ------ | ------ | ------ | ------ | ------ | ------ | -- |
| Japan Soccer League   | 18    | 14     | 8      | 2      | 4      | 24     | 24     | 0  |
| Coppa dell'Imperatore | -     | 1      | 0      | 0      | 1      | 1      | 3      | -2 |
| Totale                |       | 15     | 8      | 2      | 5      | 25     | 27     | -2 |